# 阿富汗时间
阿富汗时间是以UTC+04:30为标准时间。阿富汗不实行夏时制。

## 时区信息数据库
阿富汗时间在时区信息数据库被命名为"Asia/Kabul"。

## 外部連結
- 阿富汗時間 （页面存档备份，存于）